# Тёрнер, Лана

Автограф Ланы Тёрнер

Ла́на Тёрнер (англ. Lana Turner, урождённая Джу́лия Джин Тёрнер, англ. Julia Jean Turner, 8 февраля 1921, Уоллес — 29 июня 1995, Лос-Анджелес) — американская актриса. Являлась секс-символом 1940—1950-х годов. За свою почти 50-летнюю карьеру достигла известности как пинап-модель и драматическая актриса, а также благодаря бурной личной жизни. В 1951 году была названа «самой очаровательной женщиной в истории международного искусства».
Первый киноконтракт со студией «Warner Bros.» Тёрнер подписала в возрасте шестнадцати лет. Два года спустя перешла на «Metro-Goldwyn-Mayer» («MGM»), в дальнейшем став одной из крупнейших звёзд компании — за восемнадцать лет сотрудничества фильмы с участием актрисы принесли студии более 50 млн долларов. На раннем этапе своей актёрской карьеры выступала преимущественно в амплуа инженю; известность ей принесла роль жертвы преступления в фильме «Они не забудут». Не менее известными для Ланы стали роли в фильмах «Где-нибудь я найду тебя» (1942), «Почтальон всегда звонит дважды» (1946), «Злые и красивые» (1952), «Имитация жизни» (1959). За роль в картине «Пэйтон Плейс» (1957) получила единственную номинацию на «Оскар». В 1960 году была удостоена именной звезды на Голливудской «Аллее славы».
В 1992 году у актрисы был диагностирован рак гортани, от которого она скончалась два года спустя в возрасте 74 лет.

## Биография

### Детство и образование

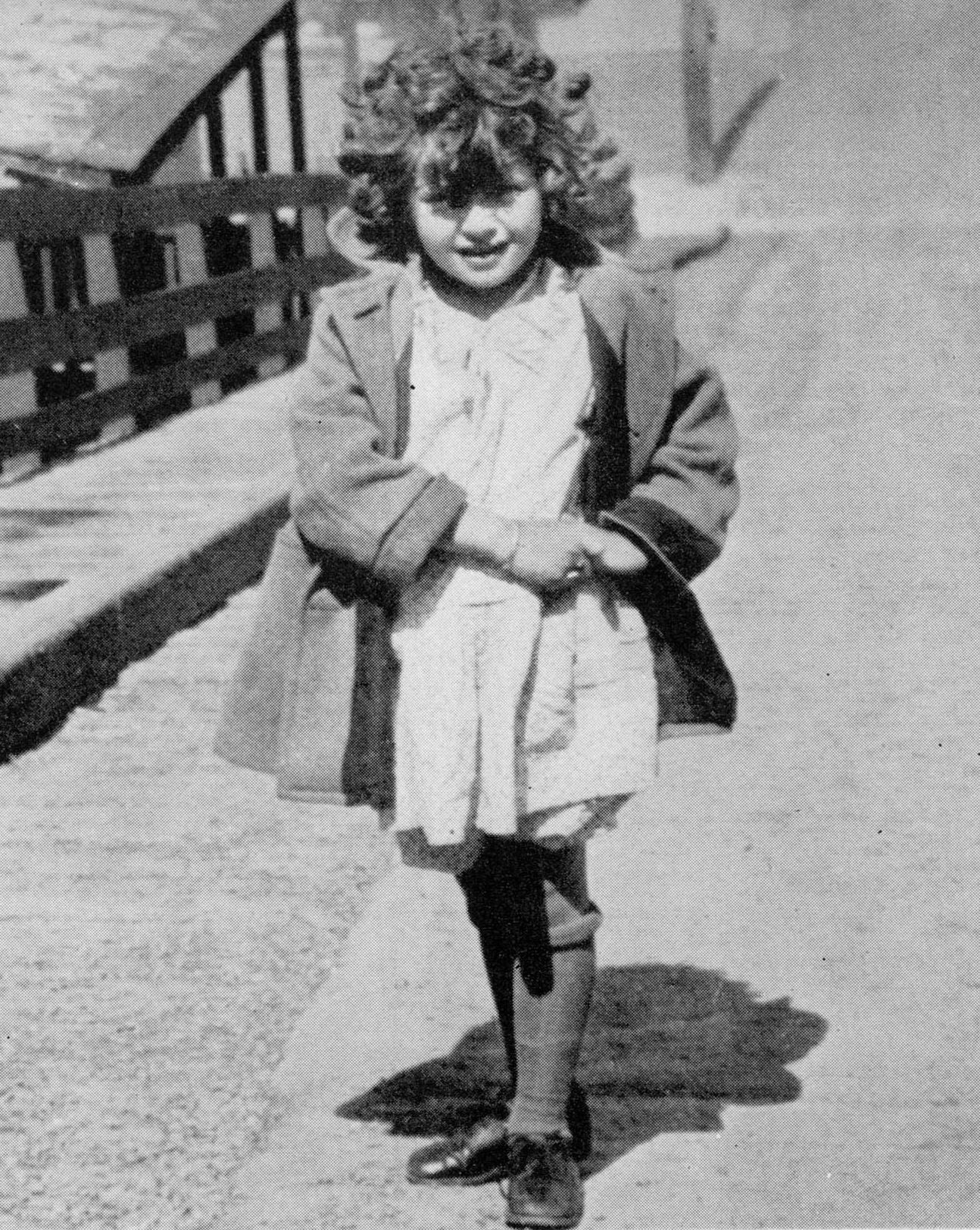
Тёрнер в возрасте пяти лет, Уоллес

Лана Тёрнер (урождённая Джулия Джин Тёрнер) родилась 8 февраля 1921 года в Providence Hospital в Уоллесе, штат Айдахо, небольшом шахтёрском посёлке в районе Айдахского выступа. Она была единственным ребёнком в семье ветерана Первой мировой войны, шахтёра голландского происхождения из Монтгомери, штат Алабама, Джона Вирджила Тёрнера (11 сентября 1894 — 14 декабря 1930) и Милдред Фрэнсис Коуэн (12 февраля 1904 — 22 февраля 1982) из Ламара, штат Арказнас, имевшей английские, шотландские и ирландские корни. Родители познакомились, когда четырнадцатилетняя Милдред, дочь инспектора горнодобывающих предприятий, приехала в Пичер, штат Оклахома, со своим отцом, который осматривал местные рудники. Отец Милдред возражал против их отношений, и поэтому вскоре после знакомства влюблённые тайно сбежали, двинулись на запад и осели в Айдахо.
На момент рождения Тёрнер семья жила в Бёрке, а в 1925 году переехала в близлежащий Уоллес, где её отец открыл химчистку и работал на местных серебряных рудниках. В детстве актрису звали Джуди. Будущая кинозвезда с раннего возраста демонстрировала предрасположенность к сценическим выступлениям и танцам.
Своё детство Тёрнер вспоминала как мирную идиллию. На самом деле её отец Джон имел финансовые проблемы, которые усугублялись его пристрастием к азартным играм и склонностью к алкоголизму. Он занимался запрещённым в годы «сухого закона» самогоноварением, и когда местные власти узнали об этом, семья в 1927 году переехала в Сан-Франциско. Вскоре брак Тёрнеров распался, однако формального развода не последовало. Милдред работала в салоне красоты, а Джон в 1930 году нанялся в местные доки. 14 декабря, после игры в крэпс (американская разновидность игры в кости), он был ограблен и избит до смерти. Убийца так и не был схвачен. Смерть отца оказала огромное влияние на Тёрнер.
Из-за нищеты Джуди иногда жила по друзьям или знакомым, чтобы её мать могла сэкономить деньги. Семья часто переезжала: некоторое время они жили в Сакраменто, затем — по всей области залива Сан-Франциско. После смерти отца Тёрнер некоторое время жила в Модесто в приёмной семье, которая подвергала её физическому насилию и «относилась к ней как к прислуге». Мать Ланы работала косметологом по 80 часов в неделю, чтобы прокормить себя и дочь, и Тёрнер вспоминала, что были времена, когда она питалась лишь молоком и крекерами в течение половины недели.

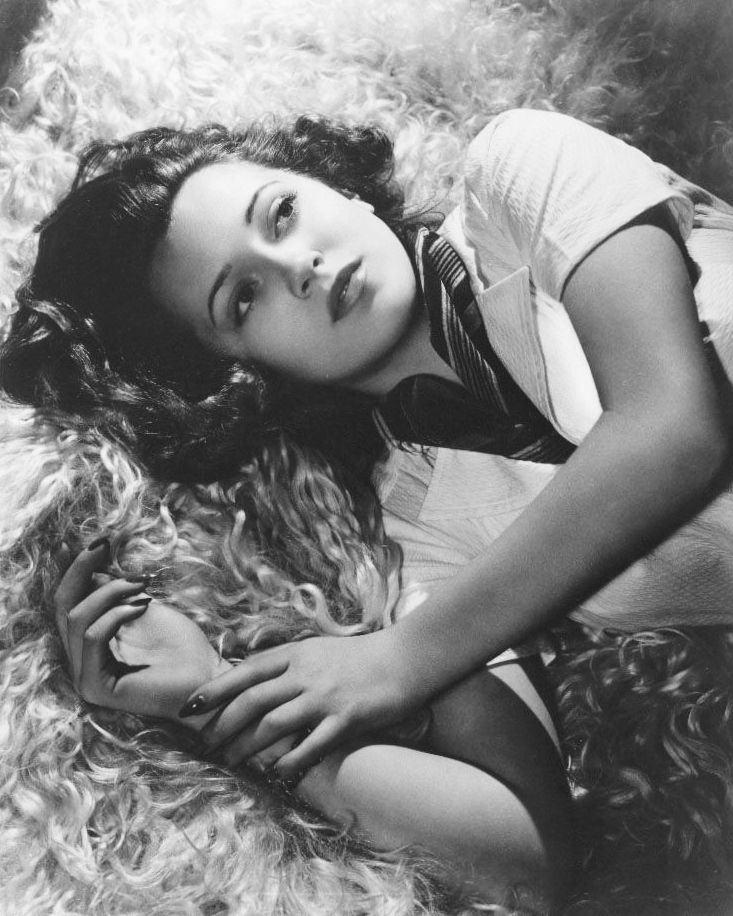
Лана Тёрнер (1937)

Несмотря на то что при рождении она была крещена в протестантизм, Джуди посещала мессы с католической семьёй, у которой мать временно поселила её в Стоктоне, штат Калифорния. Католические обряды произвели большое впечатление на девочку, и когда ей исполнилось семь лет, мать позволила ей официально обратиться в католицизм. Впоследствии Тёрнер посещала Immaculate Conception Academy в Сан-Франциско, надеясь стать монахиней. В середине 1930-х годов у матери Тёрнер обострились проблемы с дыханием, и врач посоветовал ей переехать в более сухой климат. В 1936 году они перебрались в Лос-Анджелес, где поселились у подруги Милдред Глэдис Тейлор на Glencoe Way. Джуди училась в голливудской средней школе. Школьная подруга Нанетт Фабрей так вспоминала Тёрнер того периода:

«Никогда не видела более красивой девушки, а в Hollywood High School было полно красивых девушек, большинство из которых мечтало, по крайней мере так казалось, стать кинозвездой. Когда Джуди шла по коридору, другие девушки замолкали и обычно смотрели на неё с завистью, а парни часто присвистывали ей вслед».

### «Открытие» и начало карьеры
Её волосы были тёмными, грязными, нечёсанными. Руки дрожали так, что она едва могла прочитать сценарий. Но у неё было то сексуальное чистое качество, которое я хотел. Под этим невинным личиком что-то тлело.
Открытие Тёрнер среди историков кино и популярной культуры рассматривается легендой шоу-бизнеса и частью голливудской мифологии. Одна версия этой истории ошибочно предполагает, что открытие Ланы произошло в Schwab’s Pharmacy, однако по утверждению Тёрнер это результат журналистской ошибки, которая начала распространяться в статьях, опубликованных обозревателем Сидни Склоски. Согласно мемуарам актрисы, будучи ученицей предпоследнего курса Голливудской средней школы, она пропустила урок машинописи и купила кока-колу в кафе Top Hat, расположенном на юго-восточном углу бульвара Сансет и площади McCadden. Во время пребывания в магазине она была замечена Уильямом Р. Уилкерсоном, редактором «The Hollywood Reporter». Уилкерсон был восхищён её красотой и телосложением и спросил, не хочет ли она сыграть в кино. Мать Ланы пренебрегла визитной карточкой Уилкерсона, но под влиянием Глэдис Тейлор она согласилась, чтобы её дочь пошла на собеседование. Уилкерсон направил Тёрнер к актёру и агенту талантов Зеппо Марксу. Однако вначале девочка-подросток не завоевала доверия у руководителей 20th Century Fox и RKO Pictures. В декабре 1936 года Маркс познакомил Тёрнер с режиссёром Мервином Лероем, который подписал с ней контракт на пятьдесят долларов в неделю с Warner Bros. 22 февраля 1937 года. Прежде чем она начала работать над своим первым фильмом, она выбрала себе имя Лана, потому что Джуди, по словам Лероя, было «слишком распространённым и неуместным».
Скорее всего, Тёрнер впервые появилась на съёмочной площадке в процессе создания фильма «Звезда родилась», приняв участие в массовке. Дебют актрисы состоялся в криминальной драме Лероя «Они не забудут», где она сыграла роль жертвы убийства. Несмотря на то что она появилась на экране всего на несколько минут, Уилкерсон отметил в «The Hollywood Reporter», что её выступление «достойнее, чем просто проходная роль». Из-за привлекательного образа Мэри Клэй в фильме (облегающий свитер и юбка, подчёркивающие сексуальную привлекательность), актрису окрестили sweater girl. Сама Тёрнер терпеть не могла это прозвище, хотя благодаря ему приобрела известность. «Когда я впервые увидела себя на экране в свитере, то подумала, что сгорю со стыда», — признавалась актриса. Вскоре после завершения «Они не забудут» она появилась в исторической комедии Джеймса Уэйла «Великий Гаррик» (1937), биографическом фильме о британском актёре Дэвиде Гаррике, в котором сыграла небольшую роль актрисы, изображающей горничную.
Вскоре по контракту с кинокомпанией Samuel Goldwyn Productions она сыграла роль служанки в «Приключениях Марко Поло» с Гэри Купером в главной роли. Актрисе не понравились костюмы, в которых она должна была сниматься, а также макияж, который, по её мнению, вызвал необратимые изменения в имидже. Изначально фильм принёс 700 тыс. долларов убытка, что в то время было огромной суммой. Хотя Тёрнер сыграла небольшую роль, когда в 1945 году показ фильма был возобновлён, его продвигали под лозунгом «в главных ролях Гэри Купер и Лана Тёрнер».
В конце 1937 года Лерой был нанят на должность руководителя MGM, и попросил Джека Л. Уорнера разрешить Тёрнер перейти с ним на студию. Уорнер разрешил, так как полагал, что Лана «ничего не достигнет». Тёрнер покинула Warner Bros. и подписала контракт с MGM на 100 долларов в неделю. Её первой главной ролью в MGM должна была стать запланированная киноадаптация «Морского волка» при участии Кларка Гейбла, но в итоге проект был отложен. Вместо этого она сыграла роль в фильме «Любовь находит Энди Харди» с Микки Руни и Джуди Гарленд. Во время съёмок Тёрнер окончила среднюю школу. Фильм имел кассовый успех, и её появление в нём в качестве кокетливой ученицы средней школы убедило руководителя студии Луи Б. Майера, что Тёрнер может стать преемницей недавно скончавшейся Джин Харлоу.
Актриса принимала участие в прослушиваниях на роль Скарлетт О’Хары в фильме «Унесённые ветром», хотя сама утверждала, что роль ей не совсем подходит. Новым агентом актрисы стал Джонни Хайд, вице-президент агентства Уильяма Морриса, который договорился об увеличении зарплаты на 250 долларов еженедельно. Актриса также покрасила свои каштановые волосы в светло-русый цвет. Они стали визитной карточкой Тёрнер. В 1939 году она сыграла первую главную роль, танцовщицы Пэтти Марлоу, в романтической комедии «Танцующая студентка». Она также должна была сыграть в ремейке фильма «Наши танцующие дочери», но он так и не вышел. В 1940 году появилась в низкобюджетной драме «Мы, которые молоды». «За Ланой Тёрнер, в роли жены, восхитительно наблюдать, пока она не говорит или не пытается играть», — раскритиковала её газета «The New York Times». В том же году приняла участие в мюзикле «Две девушки на Бродвее». Критики высоко оценили танцевальные навыки Тёрнер и предположили, что она могла бы быть партнёршей Фреда Астера. Фотографии с изображением Тёрнер украшали обложки журналов «Look» и «Life»

### Звезда MGM

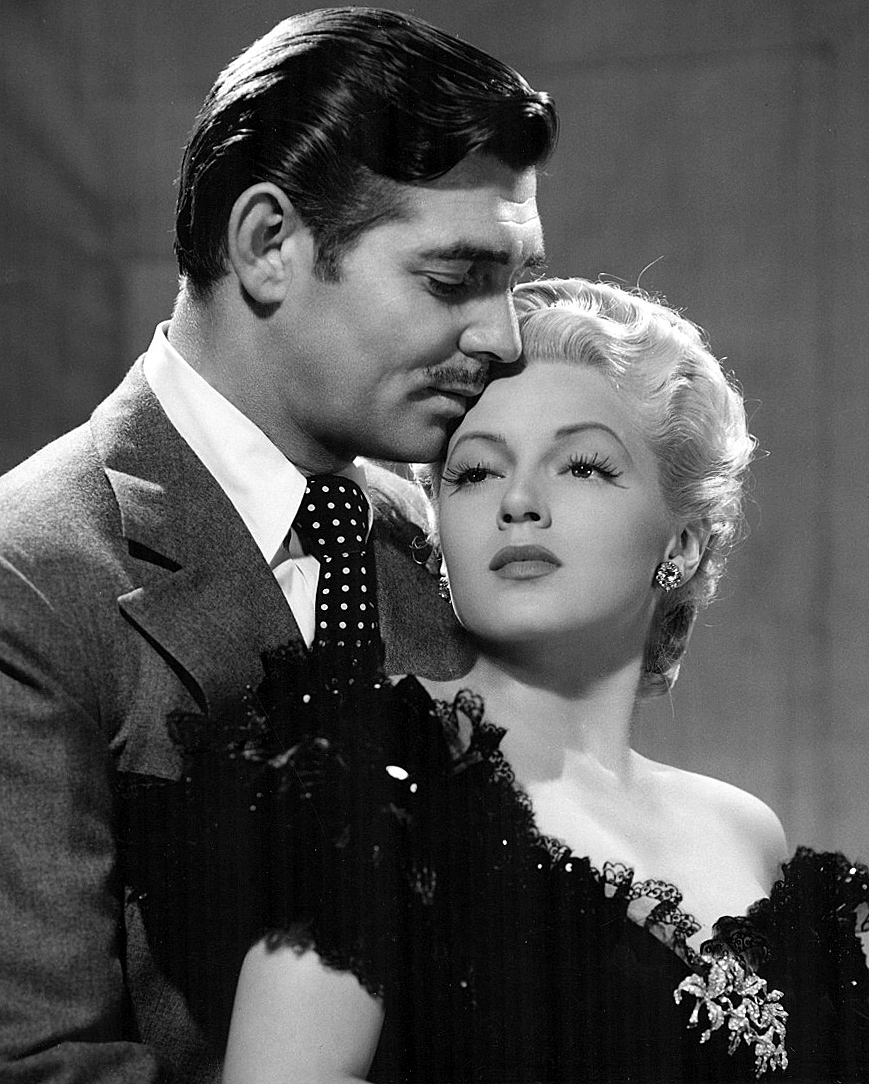
Гейбл и Тёрнер в фильме «Кабак»

Настоящий прорыв в карьере актрисы произошёл в 1940-х годах. В 1941 году Тёрнер снялась вместе с Джеймсом Стюартом, Джуди Гарленд и Хеди Ламарр в мюзикле «Девушки Зигфилда». Роль танцовщицы с алкогольной зависимостью Шейлы Риган стала большим профессиональным опытом для начинающей актрисы. Чтобы подготовиться к ней, она изучала игру Бетт Дейвис в фильме «Опасная». По словам Тёрнер, Лилиан Бернс, преподаватель актёрского мастерства в MGM, заявила, что актриса заслуживает номинации на «Оскар». Рецензент «The New York Times», впечатлённый игрой Тёрнер, заявил, что «она должна была родиться на Олимпе», «Time» считал фильм «прославлением Ланы Тёрнер», а фанатский журнал «Photoplay» признал, что, хотя другие актёры хорошо справились со своими ролями, это в первую очередь «фильм Ланы». В том же году актриса подписала новый киноконтракт с гарантией заработка в 1,5 тыс. долларов в неделю и, таким образом, стала одной из ведущих актрис MGM.
Осенью 1941 года на экраны кинотеатров вышел вестерн «Кабак», в котором Тёрнер сотрудничала с Кларком Гейблом. Актриса сыграла роль очаровательной Элизабет Коттон, се́рдца которой пытается добиться шулер Кэнди Джонсон. Встреча двух привлекательных актёров на съёмочной площадке была подхвачена жёлтой прессой, которая сплетничала о романе Гейбла и Тёрнер. Джек Конуэй вспоминал, что «химия между ними была настолько велика, что аж шипело. Несомненно, это было физическое влечение. Они не играли в это». Кэрол Ломбард, ревнующая тогдашнего короля Голливуда, изначально пребывала на съёмочной площадке, что полностью парализовало Тёрнер. Для не очень опытной актрисы работа с «королём Голливуда» изначально была очень напряжённым опытом. Тем не менее, благодаря подсказкам и пониманию признанной звезды, Тёрнер было приятно вспоминать этот этап своей кинематографической карьеры. Скорее всего, именно вмешательство Гейбла заставило его жену покинуть съёмочную площадку, и Тёрнер смогла полностью сосредоточиться на актёрской игре. «Кабак» стал крупнейшим кассовым успехом MGM в 1941 году и одним из самых прибыльных фильмов в Соединённых Штатах. Тёрнер также была хорошо оценена критиками. Журнал «Life» назвал Гейбла и Тёрнер «электризующим союзом, который должен быть повторён». Хотя фильм, который должен был называться «Униформа», был запланирован с участием обоих актёров, он вошёл в кинотеатры под названием «Они встретились в Бомбее» с Розалинд Расселл и Гейблом в главных ролях.
В конце 1941 года состоялась премьера нуара «Джонни Игер», в котором актриса выступила вместе с Робертом Тейлором. Несколькими месяцами ранее на экраны вышел хоррор «Доктор Джекилл и мистер Хайд», где партнёром Тёрнер выступил Спенсер Трейси. По словам продюсера Джека Каммингса, любовные сцены с Тёрнер хорошо продвигали фильмы MGM. В знак признания этого журнала «Photoplay» назвал Тёрнер «последней богиней любви»
Нападение на Перл-Харбор привело к тому, что актриса, как и многие другие звёзды, решила принять участие в продвижении военных облигаций. 15 июня 1942 года актриса прибыла в Сиэтл, где на Victory Square собралась толпа, невиданная в истории города. Тёрнер поручилась за проданные облигации и пообещала поцеловать каждого, кто купил бумагу на 25 000 долларов. По её признанию она сдержала своё обещание сто раз. Во время Второй мировой войны Тёрнер была популярной девушкой в стиле пинап. В её честь американские солдаты назвали 18-ю эскадрилью «Tempest Turner». Её называли «самое замечательное существо на высоких каблуках, которое повышает частоту сердечных сокращений» и «возлюбленная военного флота». С октября 1942 года до конца войны актриса вместе с Марлен Дитрих и Ритой Хейворт работали в Голливудской столовой, где солдаты могли проводить время и встречаться с кинозвёздами. Также выступала в программах American Forces Network, приветствовала Людмилу Павличенко, гостя почётного банкета MGM.
Имидж (короткие волосы, называемые victory bob) и образ одежды актрисы стали популярными среди американских женщин. На пике популярности всего за месяц изображениями Тёрнер были украшены обложки 18 журналов. В 1942 году до штаб-квартиры MGM дошло письмо Евы Браун, в котором она написала, что если нацисты победят, она попросит фюрера пощадить её, так её фильмы для неё много значат. Сама актриса имела некоторую отдалённость от славы.

«В Голливуде работа достаётся благодаря интеллекту, таланту, красоте, трудолюбию или (…) фотогеничности. Я второй случай.»

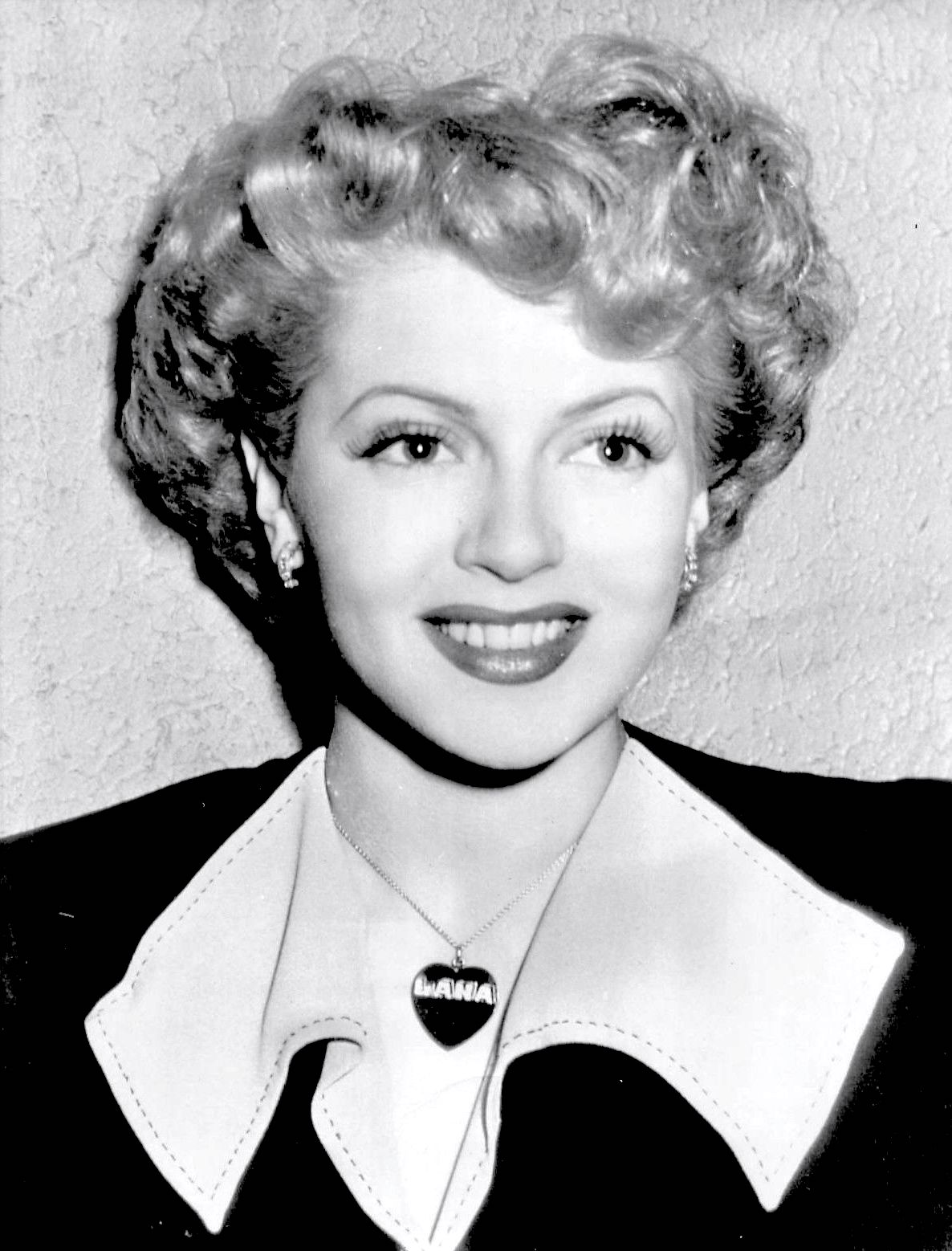
Лана Тёрнер в 1942 году

В начале 1942 года MGM решила повторить успех дуэта Гейбл-Тёрнер, и они снова появились на экране. На этот раз в мелодраме «Где-нибудь я найду тебя». Производство фильма было прекращено уже через несколько недель из-за смерти жены актёра; однако съёмки были возобновлены 23 февраля. Фильм, снятый Уэсли Рагглзом, имел ожидаемый коммерческий успех. «Newsweek» писал, что «Тёрнер запечатлевает своё выступление с невероятной страстью и неподдельным убеждением, что делает её любовные и драматические сцены на высоком уровне, недоступными для любой другой актрисы».
По завершении съёмок Тёрнер отправилась в путешествие по продвижению военных облигаций, в том числе в Айдахо. В 1943 и 1944 годах актриса сыграла в двух комедиях: «Немного опасная» и «Брак — это частное дело». Впервые имя Тёрнер появилось на первом месте в заставке фильма. В 1945 году она снялась в драме «Держи свой порох сухим» о женщинах-солдатах и в комедии «Уикэнд в отеле Уолдорф». Каждый из этих фильмов принёс прибыль производителям. В начале 1945 года актриса стала одной из самых высокооплачиваемых голливудских актрис с гонораром 4 тыс. долларов в неделю.

### «Почтальон всегда звонит дважды»

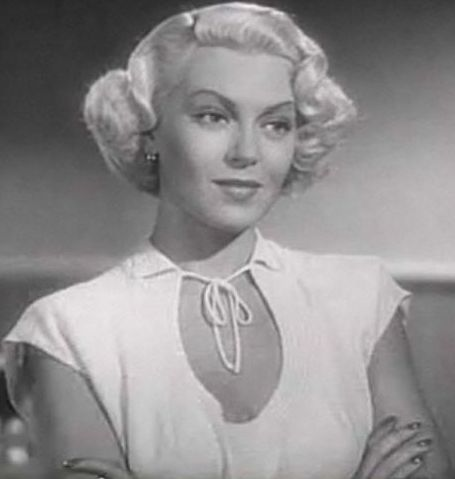
Тёрнер в фильме «Почтальон всегда звонит дважды»

Экранизация криминального романа Джеймса Кейна была заморожена на многие годы из-за Кодекса Хейса. Наконец, в середине 1940-х годов сценарий был адаптирован к строгим требованиям и направлен Тэю Гарнетту. Автор романа признавался, что думал о Тёрнер как о главной героине. Актриса сыграла персонажа смелой Кори Смит, которая вместе с любовником убивает мужа, чтобы завладеть его имуществом. Производство фильма сопровождалось многими трудностями, начиная капризной, меняющейся погодой, кончая алкоголизмом режиссёра. Картина получила положительные отзывы критиков, особое внимание заслужили актёрская игра Джона Гарфилда и Тёрнер. Фильм оказался также самым большим хитом MGM в 1946 году. Актриса считала его своим любимым фильмом, а роль Смит признаётся лучшей в её карьере. Критик Стивен Макмиллан так оценил выступление Тёрнер:

«С первого взгляда на неё в белых балеринах, когда камера показывает её вверх от загорелых ног, она становится такой соблазнительно красивой и коварно злой, что зрители не могут оторвать глаз от экрана.»
Джеймс Кейн вручил Тёрнер свой роман в кожаном переплете с посвящением «Дорогая Лана, спасибо за работу, которая превзошла мои ожидания». Роль Кори Смит означала, что руководство MGM более охотно стало доверять актрисе более сложные роли.

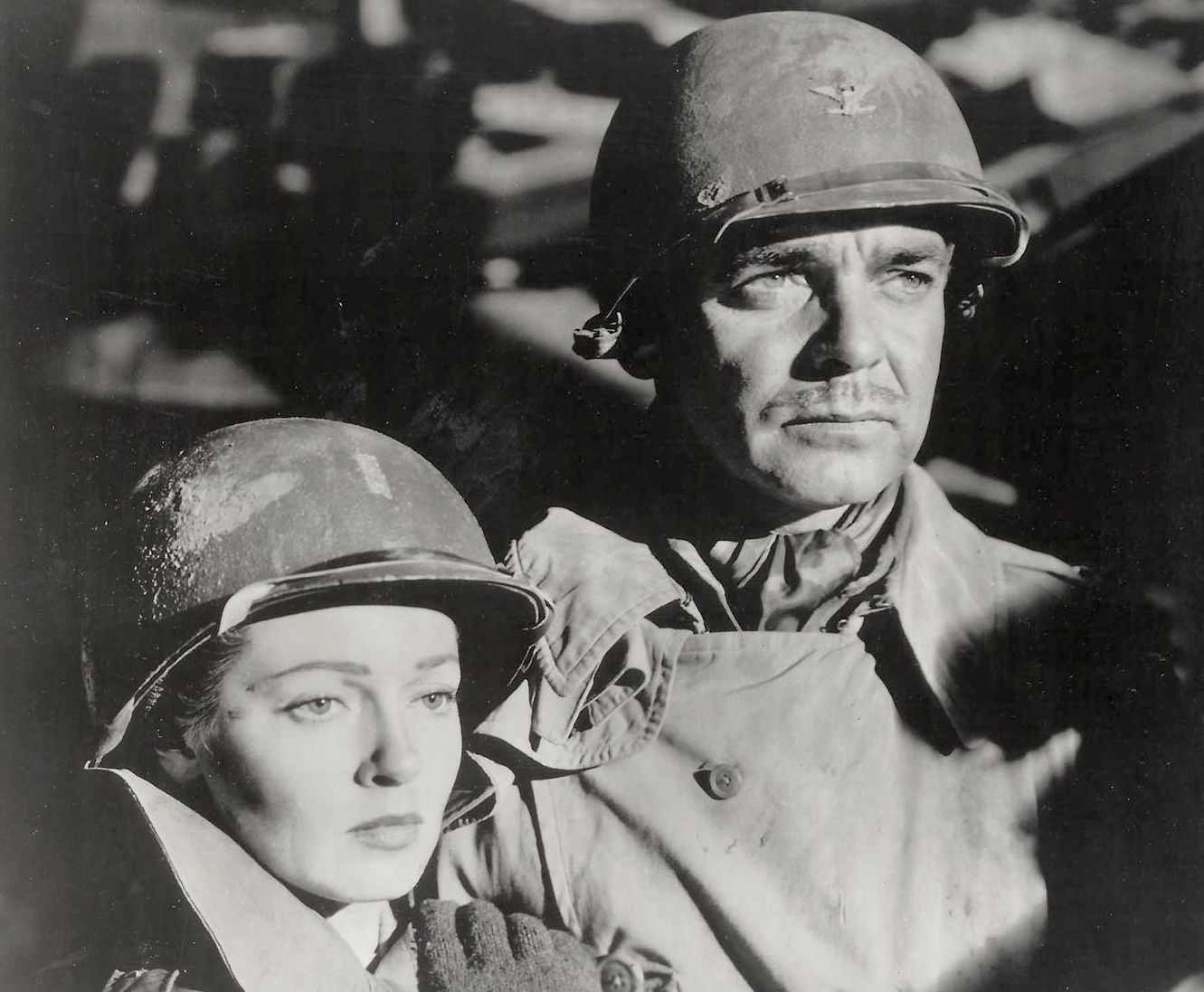
Лана Тёрнер и Кларк Гейбл в фильме «Возвращение домой»

В 1947 году Тёрнер появилась в исторической мелодраме «Улица Грин Долфин». Для роли Марианны Патурель актриса похудела на 7 кг и перекрасила волосы. Фактически, это был первый фильм, который концентрировался не только на внешности Тёрнер. Картина Виктора Савилла подтвердила высокое положение актрисы, ставшей самым большим успехом MGM в то время. В следующем году Лана в третий раз сыграла с Кларком Гейблом в тепло принятой мелодраме «Возвращение домой». Тёрнер изначально отказалась выступать в «Трёх мушкетёрах», считая, что лживая Миледи Винтер является лишь второстепенным персонажем. Руководство студии временно отстранило актрису, но в то же время были внесены изменения в сценарий, которые повлияли на решение Тёрнер. «The New York Times» окрестило выступление Ланы как «совершенно фантастическое». Адаптация романа Александра Дюма была первым цветным фильмом в карьере актрисы, не считая роли камео в «Дюбарри была дамой». Картина была одним из наиболее прибыльных производств США в 1948 году.
В то время актриса получала такой же гонорар, как Кларк Гейбл. С годовым доходом 226 тыс. долларов Тёрнер входила в список 10 самых высокооплачиваемых женщин в США. Её последние фильмы в 1940-х годах принесли около 20 миллионов долларов прибыли — рекорд, недоступный для других актрис того времени. Обозреватель Дороти Килгаллен назвала Тёрнер «суперзвездой», а по опросам журнала «Modern Screen» Лана выходила «звездой номер один».

### 1950-е годы
24 мая 1950 года актриса оставила отпечатки своей ладони и стопы на голливудской «Аллее славы». Для роли в мелодраме «Её собственная жизнь» актриса перешла на ограничительную диету, благодаря которой зрители не заметили последствий её отсутствия в кино. Фильм Джорджа Кьюкора стал первым значимым в карьере актрисы, который понёс убытки, а конкретно 700 тыс. долларов. Затем Тёрнер появилась в двух мюзиклах, которые не повторили коммерческий успех актрисы в предыдущем десятилетии. Лишь мюзикл «Весёлая вдова», в котором она появилась вместе с Фернандо Ламасом, понравился американским зрителям.
В фильме «Злые и красивые» Винсента Минелли 1952 года Тёрнер сыграла роль Джорджии, которая, по словам режиссёра, была персонажем по образцу Дайаны Барримор, племянницы актёра Лайонела Барримора. На самом деле, Джорджия была олицетворением карьеры многих голливудских актрис. До работы на съёмочной площадке режиссёр не имел хорошего мнения о Тёрнер как актрисе. Во время съёмок «Злых и красивых» он передумал: «Я понял, что у неё отличное воображение. Она могла делать то, о чём я бы не подозревал». Одна из самых известных сцен фильма — та, в которой истеричная Джорджия ведёт машину. Тёрнер сыграла её одним дублем. Выступление актрисы в мелодраме получило положительные отзывы. Киноисторик Джанин Бэссинджер так высказалась о её работе:

«Ни один секс-символ, который был представлен актрисами — ни Рита Хейворт, ни Ава Гарднер, ни Элизабет Тейлор, ни даже Мэрилин Монро — никогда не играли так же хорошо, как Лана Тёрнер.»

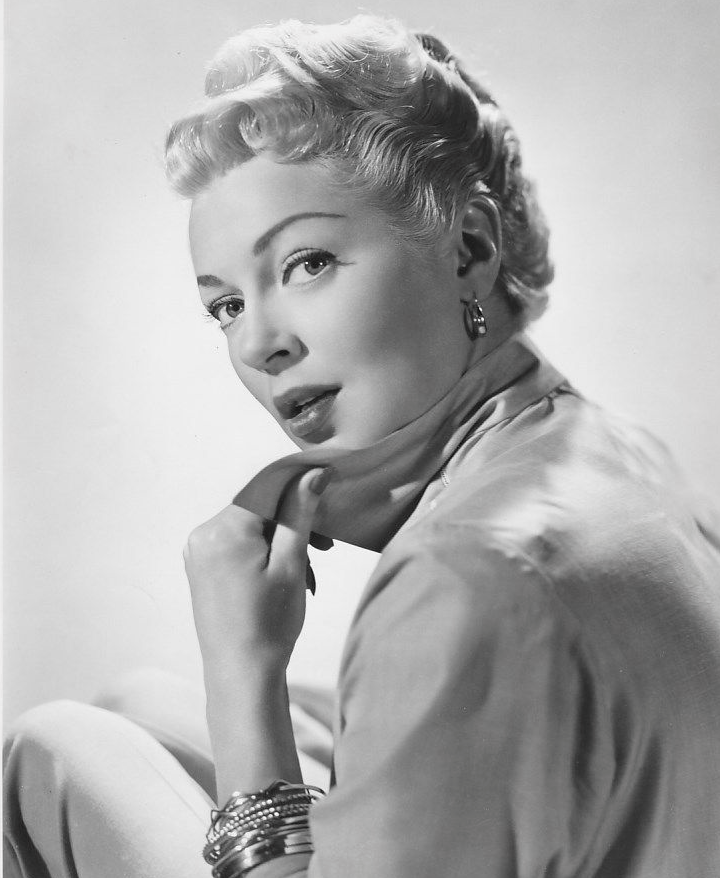
Лана Тёрнер (1950)

Актриса глубоко верила, что она будет номинирована на «Оскар» за роль в фильме Минелли. Однако этого не произошло. Художественный провал она объяснила закулисными действиями Дора Шэри. В 1952 году Тёрнер появилась в рекламе шампуня Luster-Creme, а журнал «Modern Screen» объявил волосы Тёрнер «самыми красивыми в мире».
Затем она отказалась от роли в «Могамбо», потому что не могла работать в сельской местности Африки из-за своего здоровья. Она сожалела об этом решении, потому что Ава Гарднер, которая сыграла роль предлагаемую Тёрнер, была номинирована на «Оскар». В 1954 году она появилась в драме «Пламя и плоть». Для роли актриса сменила имидж и стала брюнеткой. Фильм был снят в Европе, а Тёрнер была стилизована под Джину Лоллобриджиду. Когда актриса добралась до Рима, она могла без проблем передвигаться по городу, потому что вряд ли кто-то узнал бы её из-за изменений во внешности. По общему признанию фильм Ричарда Брукса покорил зрителей, но критики нашли его посредственным. В том же году она в четвёртый раз сыграла в паре с Гейблом, в заурядной мелодраме «Преданные». Затем она дебютировала в телевизионной программе «Шоу Эда Салливана». В связи с растущей популярностью телевидения и кризисом студийной системы, актриса, чтобы стать профессионально независимой, рассматривала возможность разрыва контракта с MGM. «Мои последние годы в MGM походили на работу среди руин», — вспоминала она спустя десятилетия
Фильм «Блудный сын» ею описан так: «Мои проблемы были настолько глупы, что отговорили меня работать. Даже костюмы были ужасны. Полный украшений и тяжёлых бус, материал был настолько жёстким, что мне казалось, будто я носила панцирь». Кроме того, довольно смелый образ Тёрнер вызвал негативные отзывы у представителей религиозной среды. Картина Ричарда Торпа была коммерческим провалом, а Дор Шэри заявил, что это был худший фильм, который он снял на MGM. Сразу после съёмок актриса начала работать на Warner Bros. над военной драмой «Морская погоня». Она сыграла в ней за гонорар в размере 300 тыс. долларов вместе с Джоном Уэйном. Тёрнер, как и все остальные актёры, не могла найти общий язык с режиссёром Джоном Фэрроу. Хотя фильм принёс относительную прибыль, рецензенты поставили под сомнение достоверность главных героев. Последней постановкой, снятой для студии MGM , стала костюмированная драма «Диана» с Роджером Муром, которая в 1956 году понесла значительные финансовые потери. В это же время Тёрнер появилась в ремейке «Дожди Ранчипура» для Fox, где партнёршей актрисы выступил Ричард Бёртон. Фильм не достиг ожидаемого финансового успеха, хотя некоторые рецензенты, например, из журнала «Redbook», признали творение Жана Негулеско фильмом месяца.
В феврале 1956 года актриса узнала, что её договор с MGM не будет продлён. В последние часы контракта актриса пришла в штаб-квартиру студии и собрала вещи. Кроме двух охранников у ворот, никто официально не попрощался с бывшей звездой лейбла. В интервью с Джо Хайамсом Тёрнер призналась, что намерена создать собственную студию под названием «Lanturn». В конце концов, однако, она решила сыграть в хорошо принятом фильме из жанра романтики «Леди падает вниз головой» (1958), снятом компанией Universal Pictures. Актриса рассматривалась на роль Мэгги в экранизации пьесы Теннесси Уильямса «Кошка на раскалённой крыше».

### «Пэйтон Плейс»

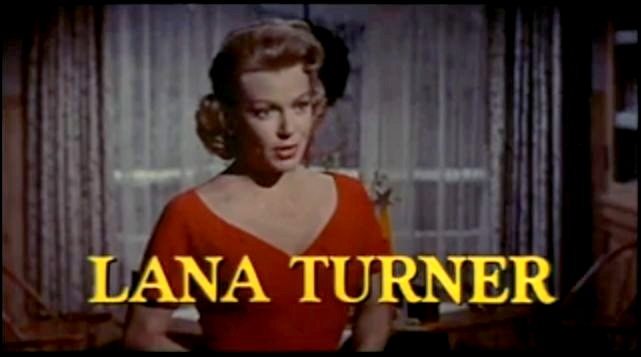
Тёрнер в «Пейтон Плейс» (1957)

Во время одного из разговоров в середине 1950-х годов продюсер и сценарист Джерри Уолд убедил Тёрнер, что ей следует сыграть в экранизации бестселлера «Пейтон Плейс» Грейс Металиус. Однако актриса не хотела слышать о роли матери подростка. Тем более, что другие звёзды из её дней славы, такие как Рита Хейворт или Бетти Грейбл, также уклонялись от подобных ролей. Более того, сценарий затронул многие темы, запрещённые в кино, такие как изнасилование, соблазнение или аборт. Однако, в итоге Тёрнер согласилась на выступление, вероятно, в основном за счёт вознаграждения — 125 тысяч. долларов. Актриса тогда была в затруднительном финансовом положении. Для появления в роли Констанс Маккензи она покрасила волосы в медовый блонд. Фильм занял второе место среди самых прибыльных постановок 1957 года, заработав 26 миллионов долларов, и стал одним из величайших кинематографических хитов за целое десятилетие в США. Это вернуло Тёрнер на позицию ведущей актрисы американского кино. Её игру благоприятно восприняли многие критики в том числе «The Saturday Review» или «The New York Times». Тёрнер впервые и единственный раз номинировалась на премию «Оскар», но статуэтка была проиграна Джоан Вудворд.

### «Имитация жизни»

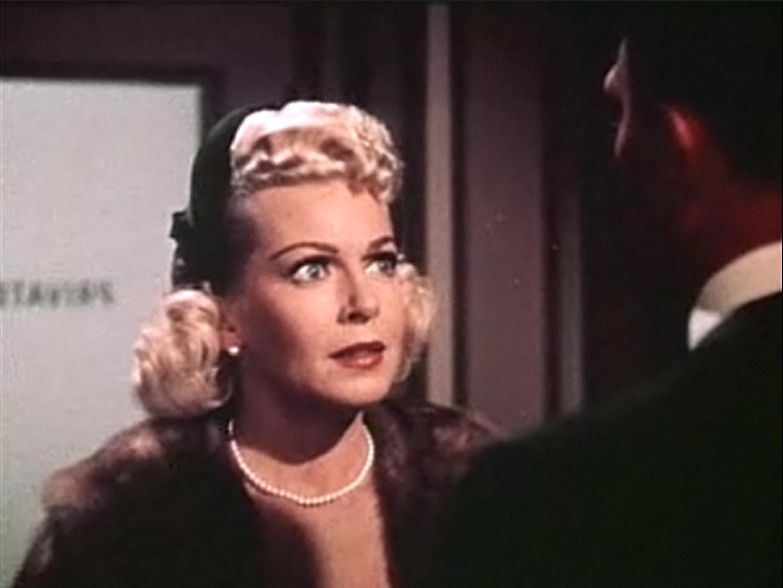
Лана Тёрнер в «Имитации жизни»

После скандала, связанного с убийством Джонни Стомпанато, у актрисы возникли некоторые возражения против возвращения в мир кино. Её агент Пол Конер убедил её выступить в ремейке фильма «Имитация жизни» (1934). Более того, Росс Хантер заявил, что Тёрнер по контракту MGM была жертвой своей сексуальности. Зрители восхищались красотой актрисы, а не её талантом. Новый фильм должен был изменить это. В первый день работы на съёмочной площадке актриса встретилась с журналистами и открыто ответила на вопросы о своём возвращении. Роль Лоры Мередит, боровшейся с трудностями жизни, была чрезвычайно близка актрисе. В связи с тем, что производственный бюджет был небольшим, Тёрнер согласилась на выплату 2,5 тыс. долларов в неделю с гарантией 50 % прибыли. В случае коммерческого провала актриса получала относительно небольшое вознаграждение. Между тем случилось как раз наоборот. «Это было лучшее финансовое решение в моей жизни. Я заработала как минимум миллион долларов задолго до того, как Элизабет Тейлор получила эту же сумму за роль в „Клеопатре“», — заявила она позже. Фильм Дугласа Сирка оказался самым прибыльным в истории Universal Pictures. Кроме того, согласно BBC, он является одним из 100 лучших американских фильмов в истории. Успех фильма доказал, что, несмотря на скандал, связанный с убийством Стомпанато, Тёрнер всё ещё пользовалась популярностью у зрителей американских кинотеатров. Комментируя успех Тёрнер, многие заметили, что «несмотря на преследование газет, она одержала над ними верх, смеясь всё время по пути в банк».

### 1960-е годы
В начале следующего десятилетия Тёрнер получила множество предложений о работе, большинство из которых не вступило в фазу реализации по причинам, не зависящим от актрисы. Заинтересовавшись ролью в «Анатомии убийства», актриса не смогла найти общий язык с режиссёром Отто Премингером, известным своим непростым характером. Из-за недопонимания относительно костюмов Тёрнер отклонила предложение сыграть с Джеймсом Стюартом. В 1960 году она снялась с Энтони Куинном в нуаре «Портрет в чёрных тонах». Сьюзен Манн из «Women’s Mirror» писала, что «Тёрнер была восхитительна и невероятна как никогда». Фильм был попыткой воссоздать магию картины «Почтальон всегда звонит дважды». Однако критики утверждали, что у главных героев отсутствовала та же эмоциональная связь, как у пары Тёрнер-Гарфилд. Год спустя актриса снялась вместе с Джейсоном Робардсом в драме «Охваченные любовью». Режиссёром выступил Джон Стёрджес, который отвечал за успех, помимо всего прочего, «Великолепной семёрки». Сценарий был основан на бестселлере Джеймса Коззенса. На съёмочной площадке актриса сотрудничала с Томасом Митчеллом и Джорджем Хэмилтоном. Фильм дебютировал не только в американских кинотеатрах, но и в авиакомпаниях Trans World Airlines во время круизов для пассажиров первого класса. Хотя выступление Тёрнер считалось достойным, фильм называли «растянутым романом». В ноябре 1961 года Тёрнер снялась вместе со своим другом Бобом Хоупом в романтической комедии «Холостяк в раю». Её следующий фильм также основывался на схеме соединения, изначально двух несхожих людей. В картине «У кого есть действие?» она выступила с Дином Мартином. Фильм получил негативные оценки критиков, но, как это ни удивительно для многих, был оценён как хорошее сотрудничество главного актёрского дуэта.
В середине 1960-х годов Тёрнер вернулась к драматическим ролям, участвовавших в производстве фильма «Мадам Икс». Режиссёр Дэвид Лоуэлл Рич в 1966 году снял фильм на основе пьесы 1908 года. Тёрнер сыграла главную героиню — женщину, которая меняет свою личность в страхе перед социальным остракизмом. Между Тёрнер и Констанс Беннетт, которая играла в фильме её свекровь, на съёмочной площадке был неформальный конкурс на лучший снимок, утончённый макияж. Беннетт была старой кинозвездой 1930-х годов, но она хотела выглядеть не хуже, чем всё ещё популярная Тёрнер. Рецензии на «Мадам Икс» были удивительно негативными для создателей. Один критик даже заявил: «Если вы не смотрели ни одного фильма с 1930 года, тогда вы можете считать „Мадам Икс“ прекрасной картиной». Тем не менее Тёрнер была оценена за свою правдоподобную роль и профессионализм. Фильм был особенно популярен в Италии, где актриса получила премию «Давид ди Донателло» и премию Green Pearl от владельцев кинотеатров. Роль Холли Паркер считается последней, более значимой в карьере Тёрнер.

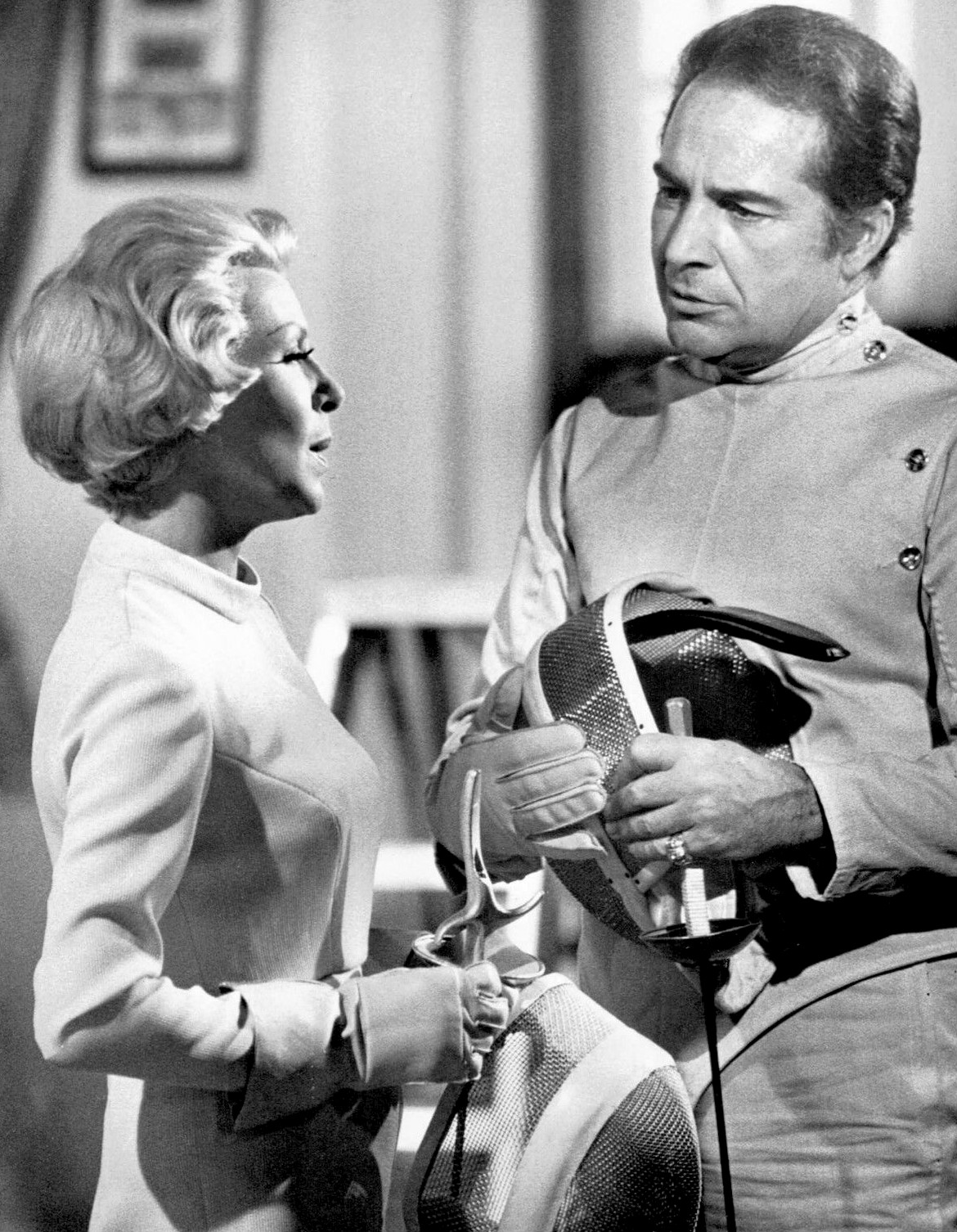
Лана Тёрнер и Россано Брацци в «The Last of the Powerseekers»

В 1966 году актриса появилась в популярной телевизионной программе «What’s My Line?», а 9 апреля 1967 года она стала гостьей «The Smothers Brothers Comedy Hour», записанной со зрителями. Когда Тёрнер спросили, почему она не сыграла ни в одном новом фильме в течение двух лет, она ответила, что в предложенных сценариях содержится слишком много непристойных элементов. Она также добавила, что популярно было типично мужское кино, а не то, с которым она была связана на протяжении более 25 лет карьеры
В 1969 году Тёрнер появилась в триллере «Большой куб». Фильм значительно отличался от предыдущих постановок, в которых она играла. Он содержал психоделические, связанные с наркотиками и обнажённые сцены. Критики назвали картину Тито Дависона «„Пейтон Плейс“ с хорошей дозой ЛСД». Джанин Бэссинджер рецензировала, что «Большой куб — один из худших фильмов, когда-либо сделанных», и что «Тёрнер лишь имитация Ланы Тёрнер. Или, что ещё хуже, подражание Мэй Уэст». В том же году Тёрнер впервые в своей карьере появилась в телесериале «The Last of the Powerseekers» Гарольда Роббинса, сети ABC. Тогда это было самым дорогим телевизионным производством с бюджетом в 300 тыс. долларов на один эпизод. Актриса получала 12 500 долларов за рабочую неделю. Несмотря на большую рекламную кампанию, сериал был снят с сетки после 15 недель вещания.

### Спад карьеры
8 июня 1971 года к удивлению поклонников Тёрнер дебютировала в пьесе «Forty Carats», поставленной Джоном Боуэбом. Актриса сыграла 40-летнюю разведённую Анну Стэнли, влюблённую в гораздо более молодого человека. За 10 недель выступлений актриса получила 200 тыс. долларов. Спектакли актрисы были популярны, однако в обзорах больше внимания обращалось на привлекательность Тёрнер, чем на её профессиональные навыки. Тёрнер также выступала в других пьесах, в том числе «Pleasure of His Company» и «Bell, Book and Candle».
Актриса в течение длительного времени не хотела играть в хоррорах, как это делали старые звёзды Голливуда: Барбара Стэнвик, Джоан Кроуфорд и Бетт Дейвис. В 1974 году по инициативе Роберта Хаттона она согласилась сыграть в «Преследовании», который был назван британской версией «Что случилось с Бэби Джейн?» (1962). Тёрнер сказала о своей роли, что она играла «матриархального монстра» с одержимостью иметь много кошек. Как и «Большой куб», фильм имел ограниченное распространение и в целом получил негативные рецензии. Несмотря на это Тёрнер получила в октябре 1975 года «Clavel Medalla de plata», приз фестиваля ужасов в Испании, за лучшую женскую роль.
В конце 1970-х она сыграла в драме «Горькая и сладкая любовь» и в комедийном хорроре «Ведьмино зелье». Оба производства не увенчались успехом, а в вышеупомянутом фильме ужасов Тёрнер впервые за много лет сыграла второстепенную роль. В то же время она принимала участие во встречах с фанатами, которые напоминали формат популярного «An Evening with…». Однако из-за опозданий актрисы и уходов с пресс-конференций серия встреч потеряла популярность. Вероятно, это было связано с последствиями алкогольной зависимости Тёрнер. В 1979 году она участвовала в серии встреч для нуждающихся детей в Сан-Франциско. В начале 1980-х годов из-за проблем со здоровьем актриса решила прекратить употребление алкоголя, и на этом фоне пережила своего рода религиозное обращение, став ревностной католичкой. 25 октября 1981 года актриса получила награду «Artistry in Cinema» от National Film Society. Год спустя она опубликовала свою автобиографию «Lana: The Lady, The Legend, The Truth». Она также появилась в шести эпизодах популярной мыльной оперы «Фэлкон Крест», изобразив персонажа Жаклин Перро, и сыграла в пьесе «Murder Among Friends» в Кливленде. Появлялась в популярных ток-шоу: «The Joan Rivers Show», «The Phil Donahue Show» и «Hour Show». В 1985 году она в последний раз в карьере появилась в двух эпизодах сериала «Лодка любви».

### Последние годы. Смерть и похороны
Актриса получала гонорары за свои фильмы, на что в основном и жила. Она оказала финансовую помощь художнику Лаурино Скаффоне, дав ему однажды, среди прочего, 23 тыс. долларов. Планировала выставку его работ в галереях Лос-Анджелеса. С прекращением актёрских и публичных выступлений Тёрнер боролась с проблемами со здоровьем, злоупотреблением алкоголя и никотинизмом. Интересно, что с некоторых фотографий актрисы удалены папиросы. В 1992 году у неё был диагностирован рак. Актриса прошла 8-недельную лучевую терапию. Спустя год Тёрнер объявила, что её выписали и она совершенно здорова. Она вернулась к общественной жизни. Её дочь Шерил сказала, что Тёрнер бросила курить. Однако вскоре шея и челюсть актрисы сильно опухли. Состояние актрисы значительно ухудшилось, она также похудела. С ростом 160 см она весила всего 40 кг. Есть она могла только с помощью желудочного зонда. Развитие заболевания вызвало дальнейшую потерю веса. В последний раз она появилась на публике в сентябре 1994 года на Международном кинофестивале в Сан-Себастьяне, где получила награду за достижения в жизни. Большую часть церемонии она двигалась в инвалидной коляске. За несколько недель до своей смерти она дала интервью, в котором призналась, что хотела бы, чтобы её запомнили как «леди, которая принесла шик в Голливуд». Она умерла в своем доме в Сенчури-Сити (центр Лос-Анджелеса) 29 июня 1995 года. Актриса не хотела никаких похоронных церемоний. Её тело было кремировано, а прах передан родственникам и развеян по острову Оаху (Гавайи) Тёрнер передала своей дочери Шерил сравнительно небольшую сумму из её имущества (50 тыс. долларов) и коллекцию мехов. Большую часть своего имущества она завещала своей домработнице Кармен Круз. Женщина утверждала, что до последних дней она ухаживала за больной актрисой, а Шерил вообще не было. Та однако это отрицала.
Она принимала участие в радиоспектаклях, в том числе: Orson Welles Almanac, Fifth War Loan Drive, Command Performance, Lux Radio Theater i Suspense — выступая с Бобом Хоупом, Джоном Ходяком, Клодетт Кольбер и Джуди Гарленд.

## Личная жизнь

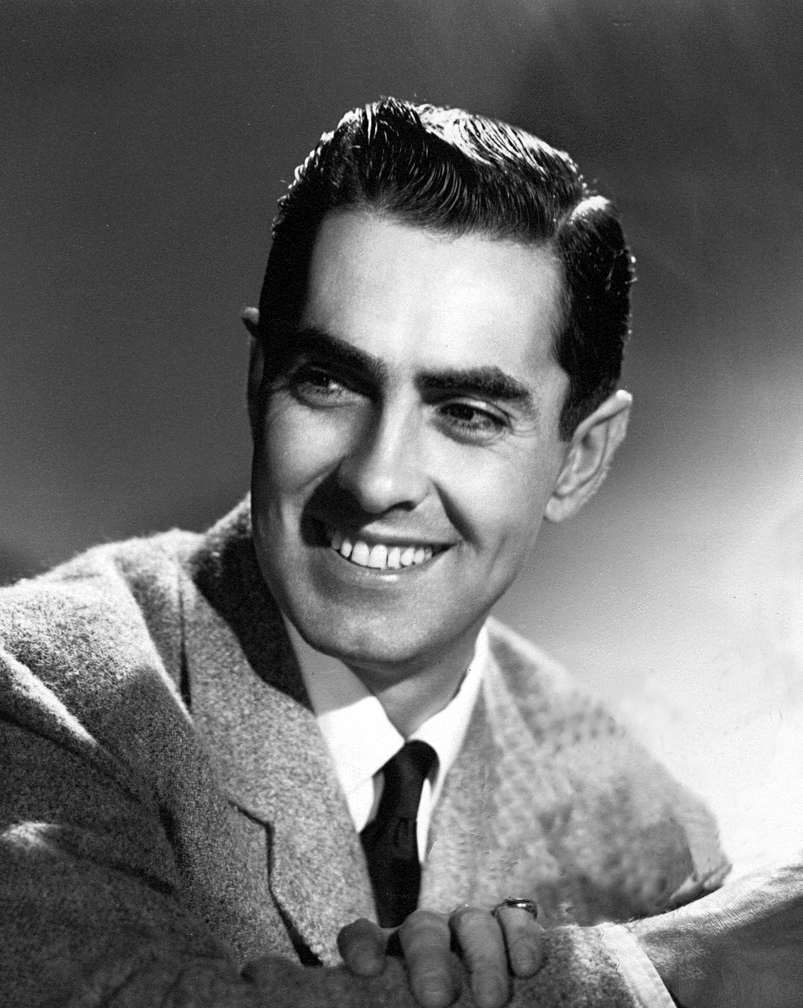
Тайрон Пауэр

В начале своей карьеры Тёрнер регулярно добиралась до студии на общественном транспорте, и поэтому получила от своей матери первый автомобиль — маленький Willys-Knight. В 14 лет ей был удалён аппендикс, но последствия лечения привели к тому, что актриса страдала от болезненных менструаций. Поэтому в конце 1930-х годов ей сделали повторную операцию. На рубеже 30-х и 40-х годов она проводила время вместе с другими молодыми актрисами, в том числе Бетти Грейбл и Мэри Карлайл, а её лучшей подругой была Вирджиния Грей. Она посещала Romanov Restaurant, играла в теннис, каталась на роликах. В то время, благодаря новому контракту, она купила купе Chrysler. В 16 лет она вступила в связь с влиятельным адвокатом, Грегом Баутцером, который был на 10 лет её старше. Однажды Джоан Кроуфорд пригласила Тёрнер на разговор, сказав ей, что она любит Баутцера и связана с ним, чему Тёрнер не хотела верить. В результате она рассталась с Баутцером, но позже поддерживала с ним контакт. В 1940-х она встречалась с актёрами Эрролом Флинном, Джоном Ходяком, Тони Мартином, Виктором Мэтьюром, Робертом Стэком, музыкантами Джином Крупа и Томми Дорси, а также Фрэнком Синатрой. По словам Дарвина Портера, биографа актрисы, некоторые отношения с мужчинами заканчивались за несколько дней, другие продолжались в течение нескольких недель, например, отношения с Говардом Хьюзом В своей автобиографии Тёрнер призналась, что «всегда заводила романы из-за ощущений, связанных с ними, а не из-за секса».
В период сотрудничества с Кларком Гейблом многие размышляли о её предполагаемой связи с «Королём Голливуда». Тёрнер опровергла это утверждение, утверждая, что встречалась с целью общения с популярным актёром, когда он был убит горем из-за смерти жены Кэрол Ломбард. В телевизионном интервью для Брайанта Гамбела от 1982 года актриса вновь опровергла слухи. Согласно автобиографии Руни «Life is too short», опубликованной в 1991 году, Тёрнер была беременна от него и сделала аборт, а сама актриса это отрицала
В 1945 году она познакомилась с австрийско-турецким актёром Турханом Беем. Год спустя актриса влюбилась в звезду Fox Тайрона Пауэра, который в то время расстался со своей первой женой, Аннабеллой, но официально разведён не был. Оба имели сходный образ жизни и интересы. Они говорили о совместном фильме, но поскольку они происходили из конкурирующих студий, то никогда не выступали вместе. Тёрнер даже забеременела, но решила сделать аборт, иначе её актёрская карьера завершилась бы. Она была убеждена, что выйдет замуж за Пауэра. Однако этого не произошло. Исследователи предполагают, что актёр не хотел вступать в очередные отношения, в которых он будет воспитывать не своего ребёнка. В 1948 году во время поездки Пауэр познакомился с Линдой Кристиан, на которой женился в 1949 году. В своей автобиографии Тёрнер обвинила владельцев студий в том, что они действовали в ущерб её отношениям с Пауэром. Она предположила, что они стояли за нелепыми слухами о её романе с Фрэнком Синатрой. Тёрнер рассматривала Пауэра как «любовь всей своей жизни».
В 1957-1958 гг. Лана Тёрнер была вовлечена в близкие отношения абьюзивного характера с лос-анджелесским гангстером Джонни Стомпанато, который настойчиво, агрессивно и ревниво ухаживал за ней. Напр., во время съемок в Англии фильма «Another Time, Another Place» Стомпанато прилетел в Англию и вломился на съемочную площадку, угрожая оружием партнеру Ланы Тёрнер, Шону Коннери. Коннери обезоружил гангстера, которого затем депортировали обратно в США. 4 апреля 1958 г. 14-летняя дочь актрисы Шерил Крейн заколола Стомпанато кухонным ножом во время очередной ссоры, после того, как он порезал лицо Ланы и угрожал убить их обеих. Скандал с убийством Стомпанато нашел отражение в романе «Куда ушла любовь» (1962) Г. Роббинса.
В 1950-х она дружила с Авой Гарднер и Дебби Рейнольдс. Вместе с Гарднер она стала героиней сплетен, и из-за этого она оказалась на обложке «Confidential». В статье подразумевалось, что Гарднер и Тёрнер встретились на вилле Фрэнка Синатры в Палм-Спрингс со случайным сотрудником заправочной станции. Тёрнер, осознавая созданный образ, говорила о себе: «Я была чувственным обещанием, объектом желания (…) кинозвездой в бриллиантах, завернутой в белый мех».
Актриса славилась своей красотой, но, по словам Шерил Крэйн, её мать не пользовалась специальной косметикой для ухода за телом. После купания она использовала крем Nivea и относительно дешёвые продукты Boraxo. Любимыми дизайнерами Тёрнер были Жан Луи и Нолан Миллер. Актриса отдыхала под музыку Фридерика Шопена, Сергея Рахманинова, Густава Малера и Петра Чайковского.

## Фильмография
За свою почти 50-летнюю карьеру Тёрнер в кино, на радио, телевидении и сцене она появилась почти в 60 постановках на экране. Прокат двадцати трёх фильмов с её участием на внутреннем рынке принесли доход, превысивший сумму в 100 миллионов долларов. Девять фильмов, в которых играла Тёрнер, были номинированы на «Оскар», три из которых получили как минимум одну награду. Два фильма, в которых она принимала участие — «Злые и красивые» (1952) и «Имитация жизни» (1959) — были внесены в Национальный реестр фильмов.

## Место в популярной культуре
Тёрнер считается одной из самых красивых кинозвезд в истории кино. Жизнь Тёрнер является примером голливудской карьеры. Актриса была названа архетипом роковой женщины.
Пример Тёрнер вдохновлял Мэрилин Монро. В начале 1950-х годов Монро прислала фотографии своего любимого фильма с просьбой дать автограф. Изображение актрисы является частью фрески Голливудской средней школы, созданной в 2002 году.
Несколько лет назад (точнее?) планировалось снять фильм о смерти Стомпанато, были созданы даже две сюжетные концепции. В одном из них роль гангстера должен был сыграть Киану Ривз, а роль Тёрнер была доверена Кэтрин Зета-Джонс. В другой, под названием «Богиня и гангстер», должны были выступить Антонио Бандерас и Шэрон Стоун. Стоун встретилась с Тёрнер, и та заявила, что она (Стоун) — единственная актриса, которая могла бы её сыграть. Фильмы не были сняты, потому что Шерил Крейн отказалась использовать изображение её матери. Среди актрис, играющих Тёрнер, была также упомянута Скарлетт Йоханссон.
Тёрнер упоминается в романе «Секреты Лос-Анджелеса» (1990) Джеймса Эллроя и в стихотворении «Lana Turner has collapsed» Фрэнка О’Хара. Фабула фильма «Сентябрь» Вуди Аллена связана с Тёрнер и Стомпанато.
Актриса упоминалась в песнях: «Nancy (with the Laughing Face)» (в исполнении Фрэнка Синатры, 1945), «Vogue» Мадонны и «My Baby Just Cares for Me» (в исполнении Нины Симон). Певица Элизабет Грант, более известная как Лана Дель Рей, выбрала первое имя своего сценического псевдонима в честь Тёрнер.
Бренда Бакки изобразила актрису в экранизации романа Джеймса Эллроя, фильме жанра неонуар «Секреты Лос-Анджелеса» (1997) режиссёра Кёртиса Хансона.